# Varde Å
Varde Å – rzeka w południowej Jutlandii (Dania), trzecia w kraju pod względem długości (długość: 100 km; powierzchnia dorzecza: 1090 km²).
Nad rzeką położone jest m.in. miasto Varde.